# José María Morelos y Pavón (Jojutla)
José María Morelos y Pavón es una localidad del estado mexicano de Morelos. Es parte del municipio de Jojutla.

## Toponimia
El nombre de la localidad rinde homenaje a José María Morelos y Pavón, héroe de la Independencia de México.

## Demografía
| Gráfica de evolución demográfica |
|                                  |

| Censo | Población |
| ----- | --------- |
| 1980  | 3334      |
| 1990  | 3970      |
| 2000  | 3795      |
| 2010  | 3688      |
| 2020  | 3244      |